# Kühedorf
Kühedorf (fränkisch: Kejdoaf) ist ein Gemeindeteil der Gemeinde Büchenbach im Landkreis Roth (Mittelfranken, Bayern). Kühedorf liegt in der Gemarkung Ottersdorf.

## Geografie
Das Dorf liegt sechs Kilometer südlich von Schwabach am Südhang des 463 m ü. NHN hohen Heidenberges. 1,5 km südlich des Ortes fließt die Aurach vorbei. Etwa 800 m nordöstlich von Kühedorf in den Waldgebieten „Bergholz“ und „Hierlach“ befindet sich ein ehemaliger Steinbruch, der heute ein Geotop ist. Hierbei handelt es sich um mehrere historische, stark verwachsene Steinbrüche, die vom Bayerischen Landesamt für Umwelt als Geotop 576A002 ausgewiesen sind (siehe auch Liste der Geotope im Landkreis Roth). 0,5 km südlich liegt das Flurgebiet „Katzenhöhle“.
Die Kreisstraße RH 5 führt über Schopfhof nach Götzenreuth (2,3 km westlich) bzw. nach Büchenbach (2,2 km östlich). Eine Gemeindeverbindungsstraße verläuft nach Gauchsdorf (1,4 km südwestlich).

## Geschichte
Im 13. Jahrhundert bestand der Ort vermutlich aus 3 Ganzhöfen. Im Jahre 1236 gab es die erste schriftliche Erwähnung des Ortes im Zusammenhang mit einem „minister de Kuͤdorpf“ aus der Nürnberger Linie eines staufischen Reichsministerialengeschlechtes (die Küdorfer). Der Ortsname soll als Bestimmungswort Kühe haben. Es gab auch eine Burg, die seit 1556 bis auf geringe Reste abgegangen ist. Zu Beginn des 19. Jahrhunderts waren nur „noch der Schloßgraben, einige verschütteten Gewölbe und die aus dem Grunde hervorragenden Mauern zweyer runden Thürme übrig (...). Ungefähr 50 Schritte davon liegen die Ruinen des Schlosses und der Begräbnißkapelle, worinn noch die Wappen sichtbar sind.“ Außerdem gab es in Kühedorf eine spätmittelalterliche Dorfkirche mit umgebendem Friedhof und Adelsgrablege, die nach St. Jakobus (Abenberg) gepfarrt war.
Im Urbar für das burggräfliche Amt Schwabach von ca. 1360 wurde der Ort als „Kuͤedorff“ erwähnt. Im burggräflichen Salbuch von 1410 wurden für „Küdorf“ 1 Gut, 1 halbes Gute, 2 Gütlein und 1 halbes Gütlein angegeben. Im Salbuch des nunmehr markgräflichen Amtes Schwabach von 1434 wurden für den Ort 1 Gut und 4 Seldengüter angegeben. 1530 waren nur 3 Güter markgräflich, während 3 weitere Güter Eigenherrn hatten. 1732 gab es laut den Oberamtsbeschreibungen von Johann Georg Vetter in Kühdorf 8 Anwesen (1 Ganzhof, 1 Halbhof, 6 Gütlein), die alle dem Kastenamt Schwabach unterstanden. Gegen Ende des 18. Jahrhunderts gab es in Kühedorf 11 Anwesen (4 Ganzhöfe, 1 Halbhof, 4 Köblergüter, 1 Gut mit Tafernwirtschaft, 1 Leerhaus) und ein Gemeindehirtenhaus. Das Hochgericht übte das brandenburg-ansbachische Oberamt Schwabach aus. Die Dorf- und Gemeindeherrschaft sowie die Grundherrschaft über alle Anwesen hatte das Kastenamt Schwabach inne. 1801 gab es im Ort weiterhin 11 Anwesen.
Im Rahmen des Gemeindeedikts wurde 1808 Kühedorf dem Steuerdistrikt Büchenbach (II. Sektion) und der 1818 gebildeten Ruralgemeinde Ottersdorf zugeordnet. Am 1. Januar 1972 wurde Kühedorf im Zuge der Gebietsreform in Bayern nach Büchenbach eingegliedert.
In Kühedorf ist eine Sagenstation des Sagenwanderweges. Es gibt außerdem ein Wildparkgehege, einen Waldspielplatz, zwei fränkische Landgasthäuser und einen Wanderparkplatz.

### Bau- und Bodendenkmäler
- Schloßstraße 3: zweigeschossiges Bauernhaus im Sandsteinquaderbau mit geschoss- und giebelgliedernden Profilen aus der Mitte des 19. Jahrhunderts, Nebengebäude um 1890 mit zugehörigem großem Ritter-Grabstein aus dem 15. Jahrhundert[14]
- Schloßstraße 4: erdgeschossiges Bauernhaus im Sandsteinquaderbau mit gebrochenem Steilsatteldach, bezeichnet 1889; Sandsteinquader-Scheune mit gebrochenem Steilsatteldach wurde 1929 überformt[14]
- Kirche oder Kapelle mit Friedhof aus dem Mittelalter sowie ein Burgstall (D-5-6732-0011, abgegangen)[14]

Nördlich von Kühedorf befindet sich das historische Steinkreuz bei Ungerthal.

### Einwohnerentwicklung
| Jahr      | 001818 | 001840 | 001861 | 001871 | 001885 | 001900 | 001925 | 001950 | 001961 | 001970 | 001987 | 002014 | 002019 |
| Einwohner | 102    | 115    | 114    | 114    | 101    | 111    | 97     | 114    | 98     | 126    | 126    | 139    | 134    |
| Häuser    | 16     | 16     |        |        | 22     | 21     | 20     | 22     | 19     |        | 30     |        |        |
| Quelle    | [ 16 ] | [ 17 ] | [ 18 ] | [ 19 ] | [ 20 ] | [ 21 ] | [ 22 ] | [ 23 ] | [ 24 ] | [ 25 ] | [ 26 ] | [ 1 ]  | [ 1 ]  |

## Religion
Der Ort ist seit der Reformation evangelisch-lutherisch geprägt und bis heute nach St. Willibald (Büchenbach) gepfarrt. Die Katholiken sind  nach St. Sebald (Schwabach) gepfarrt.

## Bilder

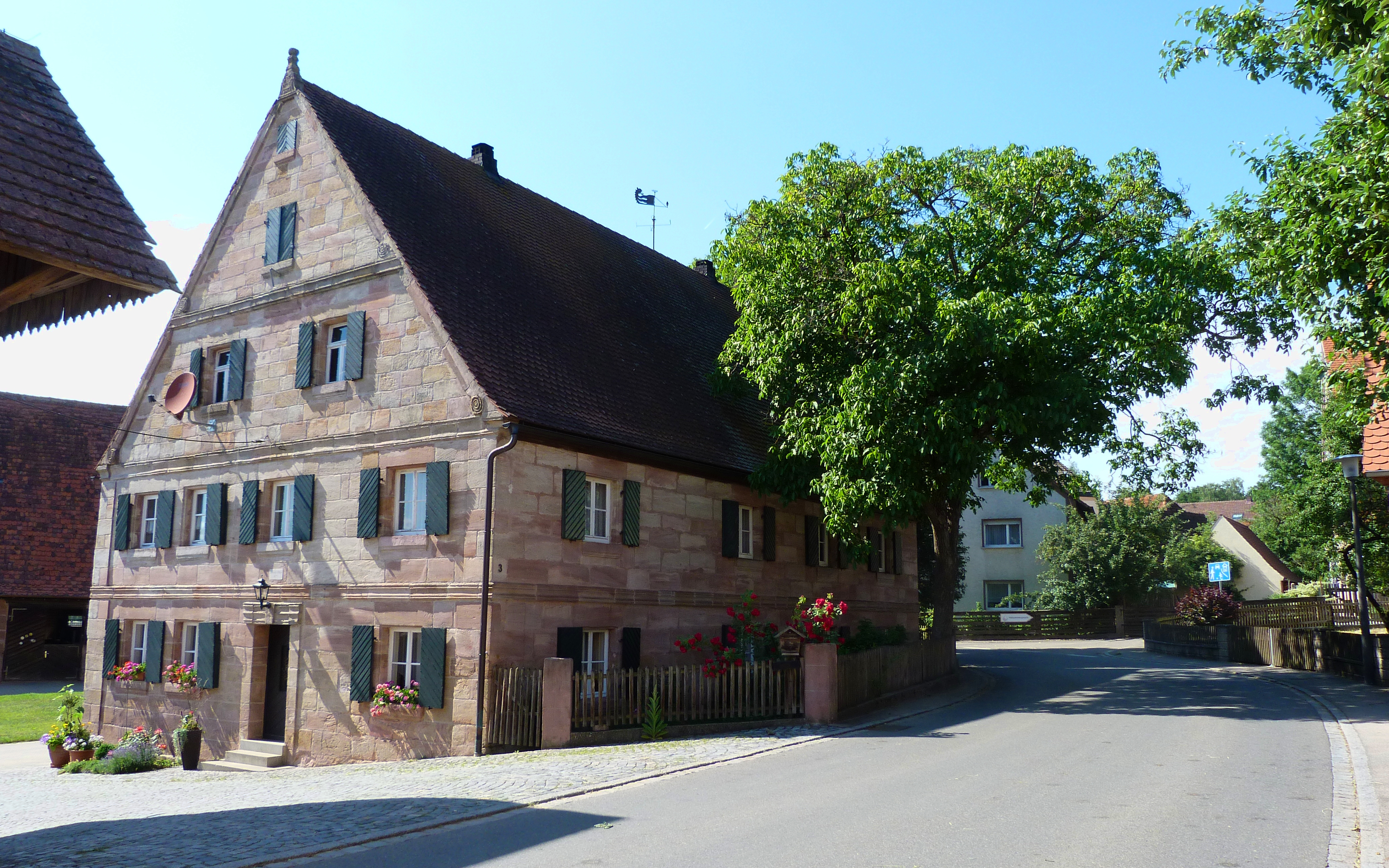
Bauernhaus in Kühedorf
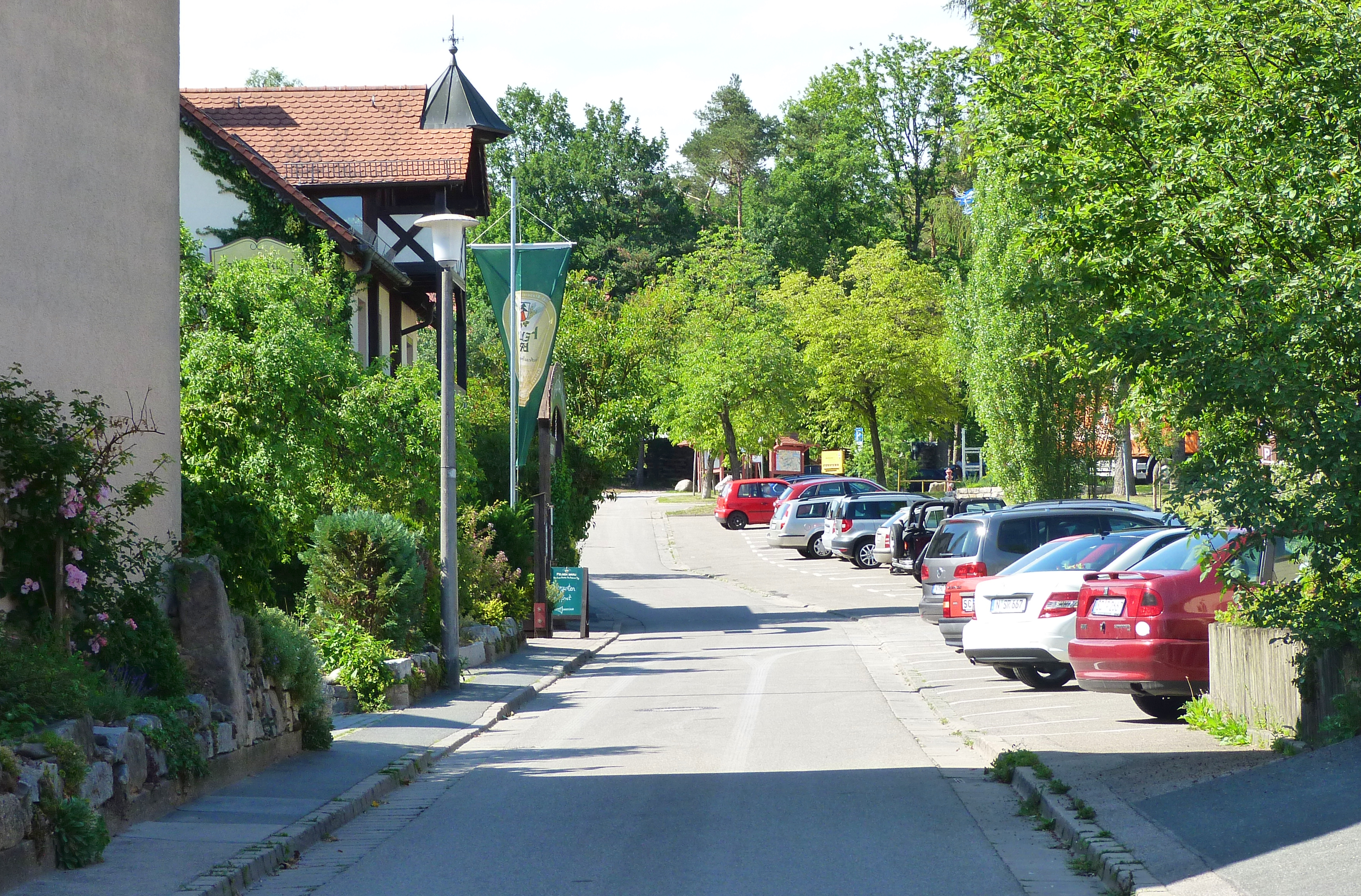
Die Ritterstraße
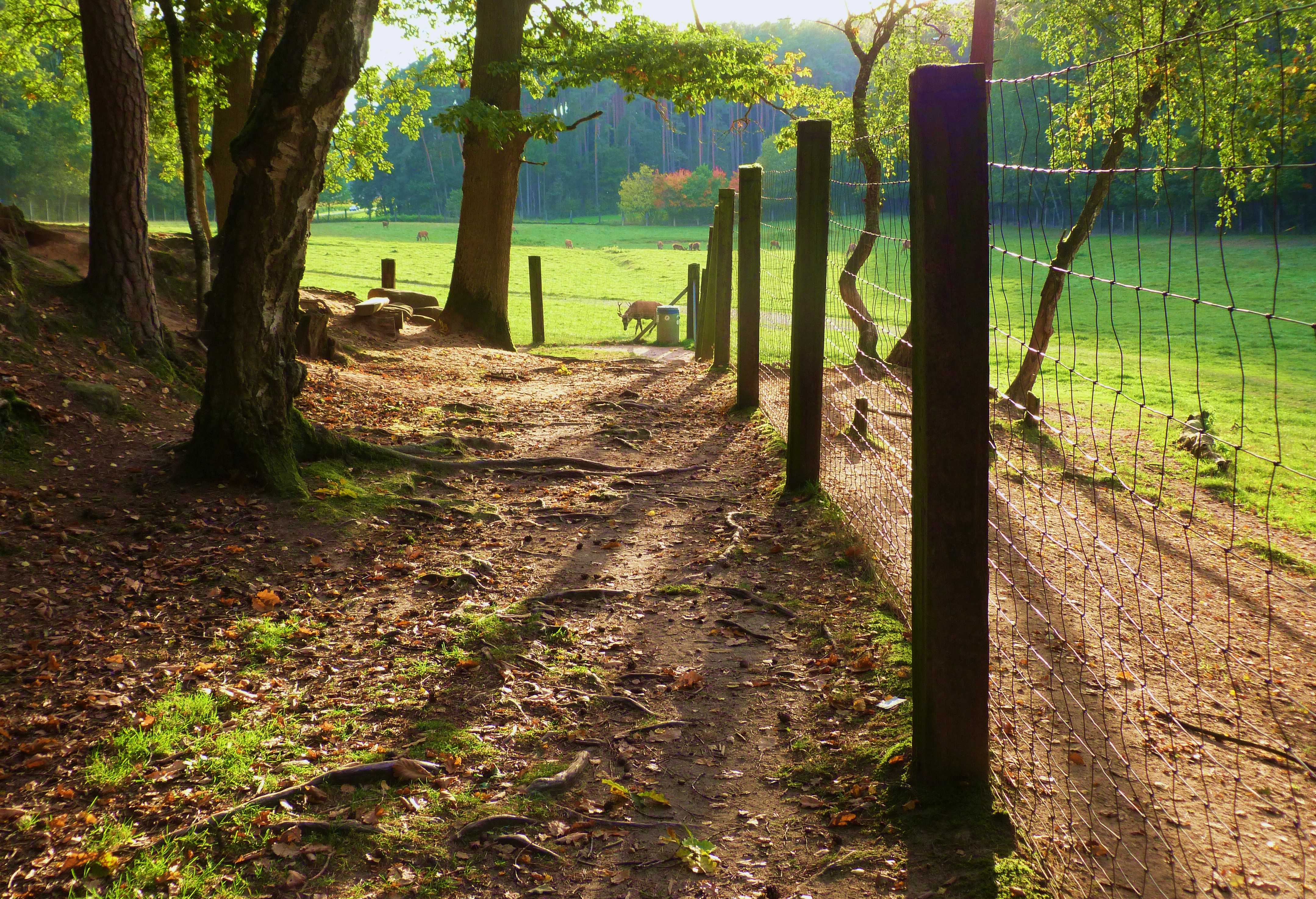
Wildgehege
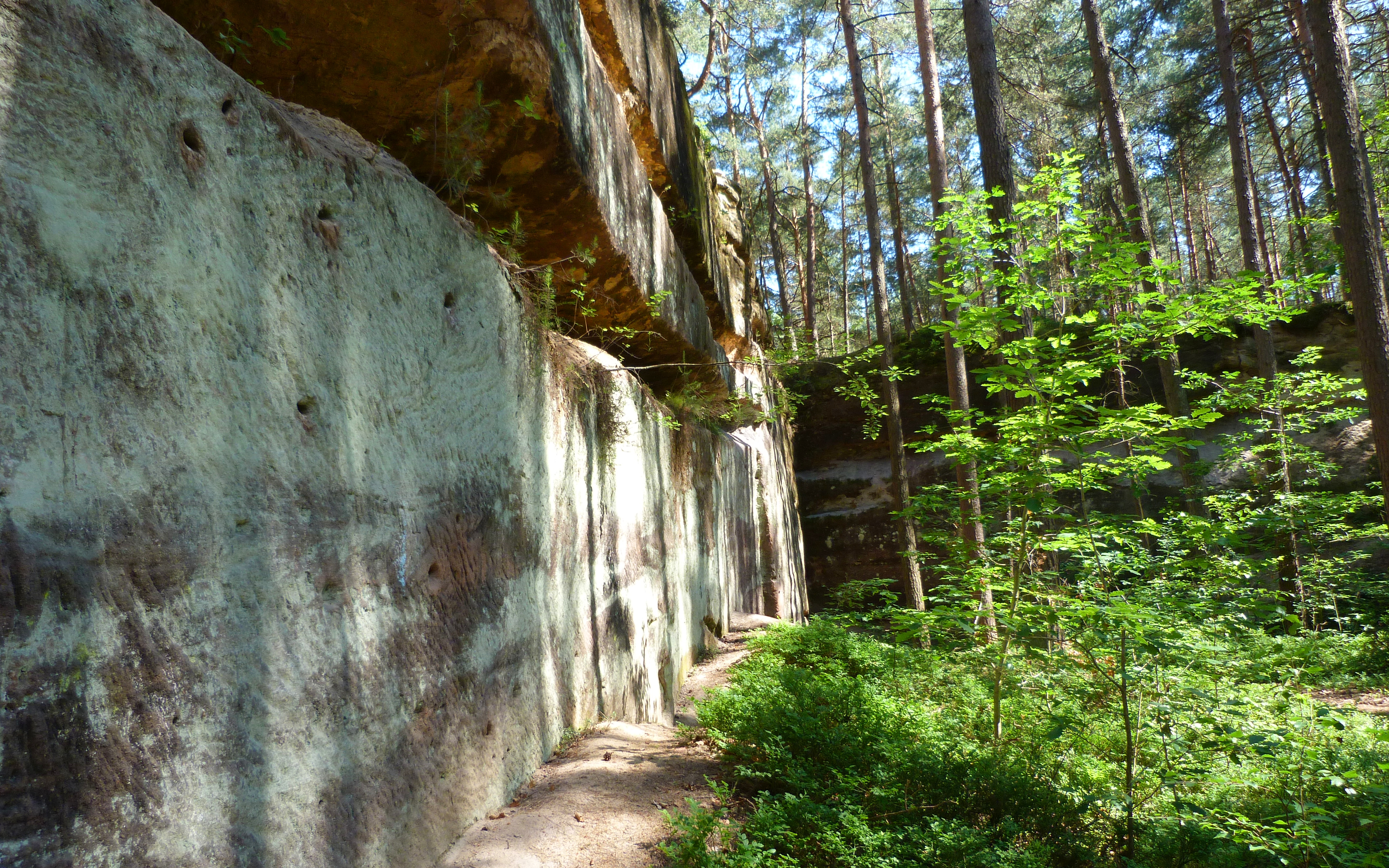
Ehemalige Sandsteinbrüche am Heidenberg
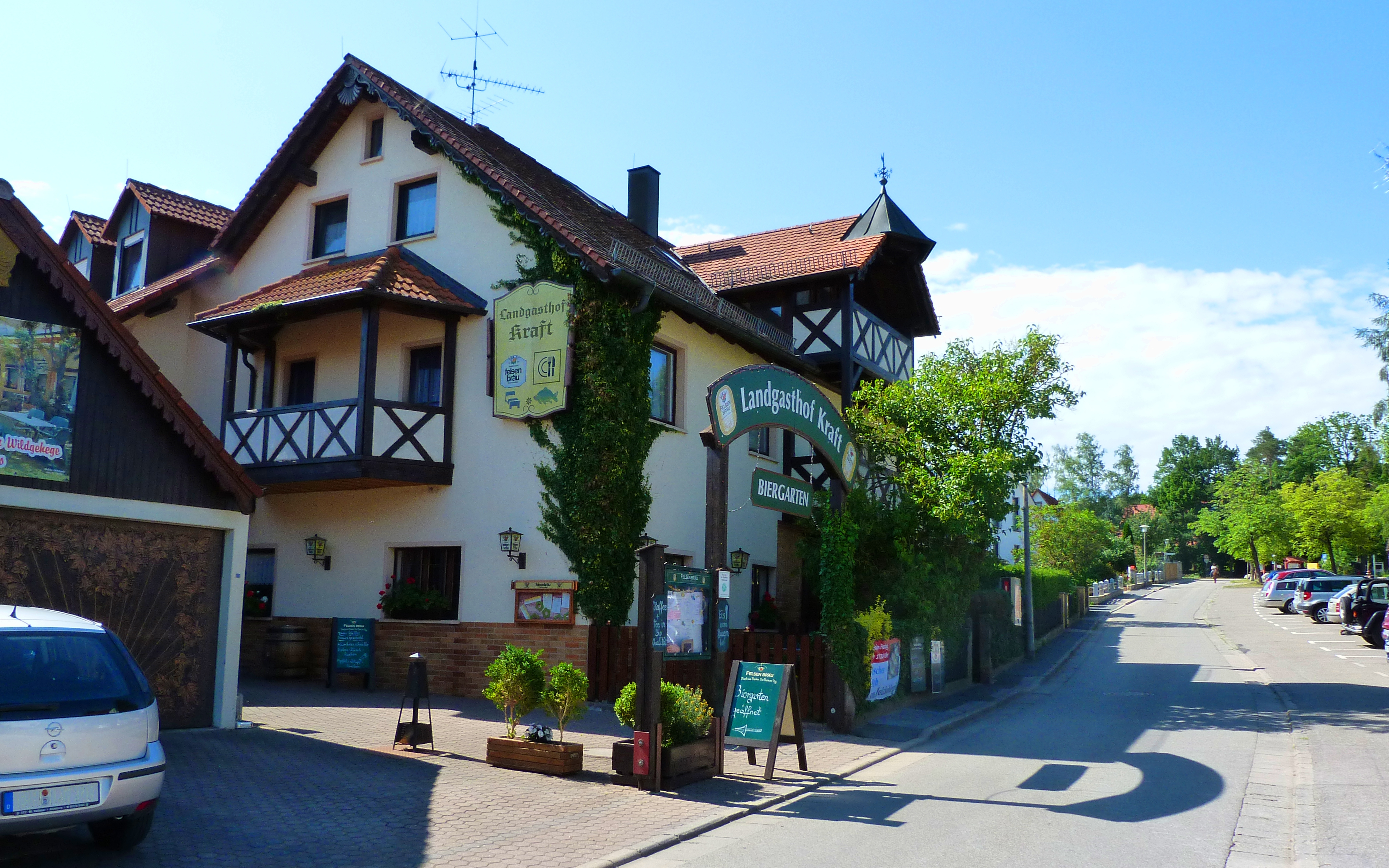
Gasthof
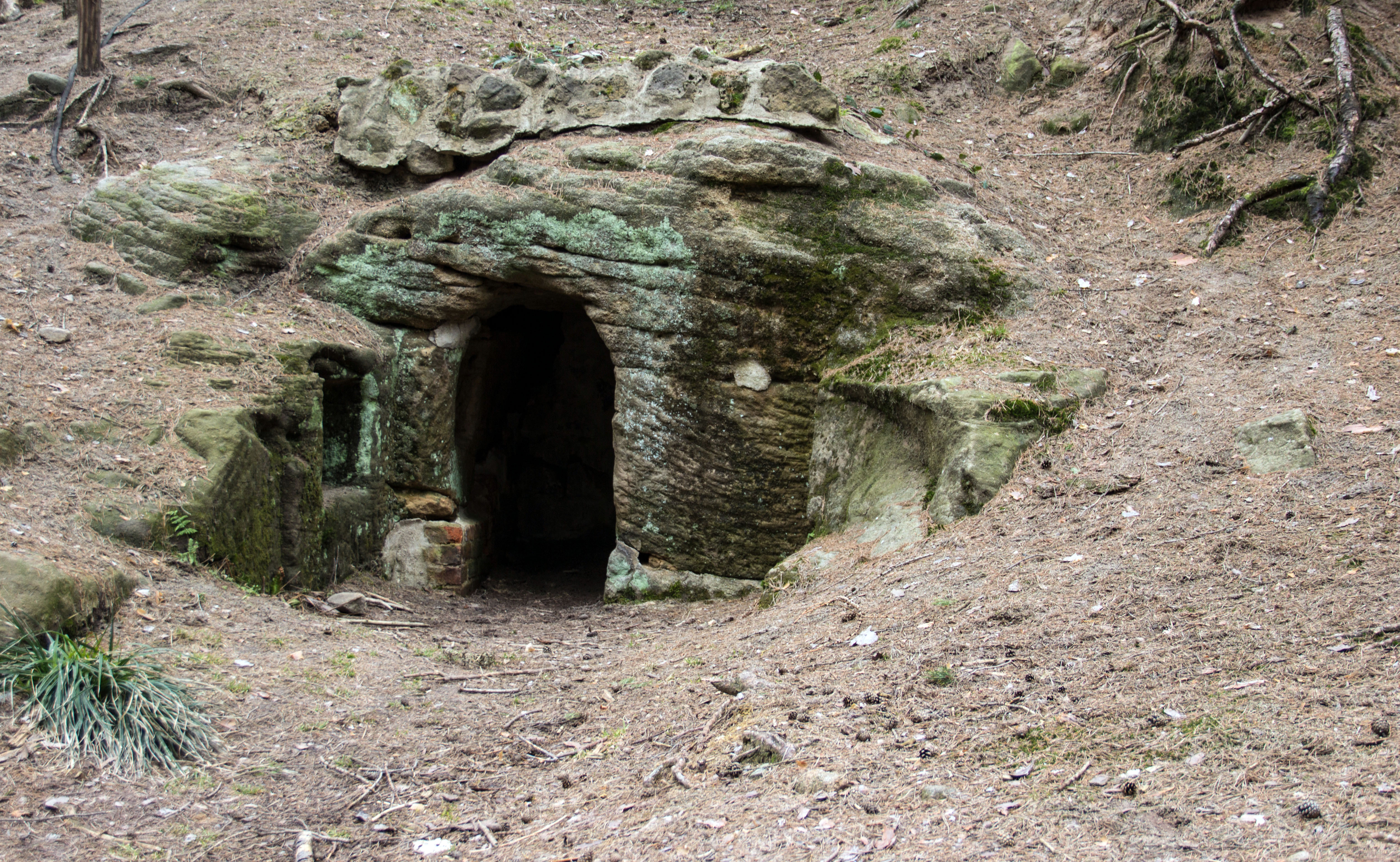
Das "Luderloch" am Sagenweg
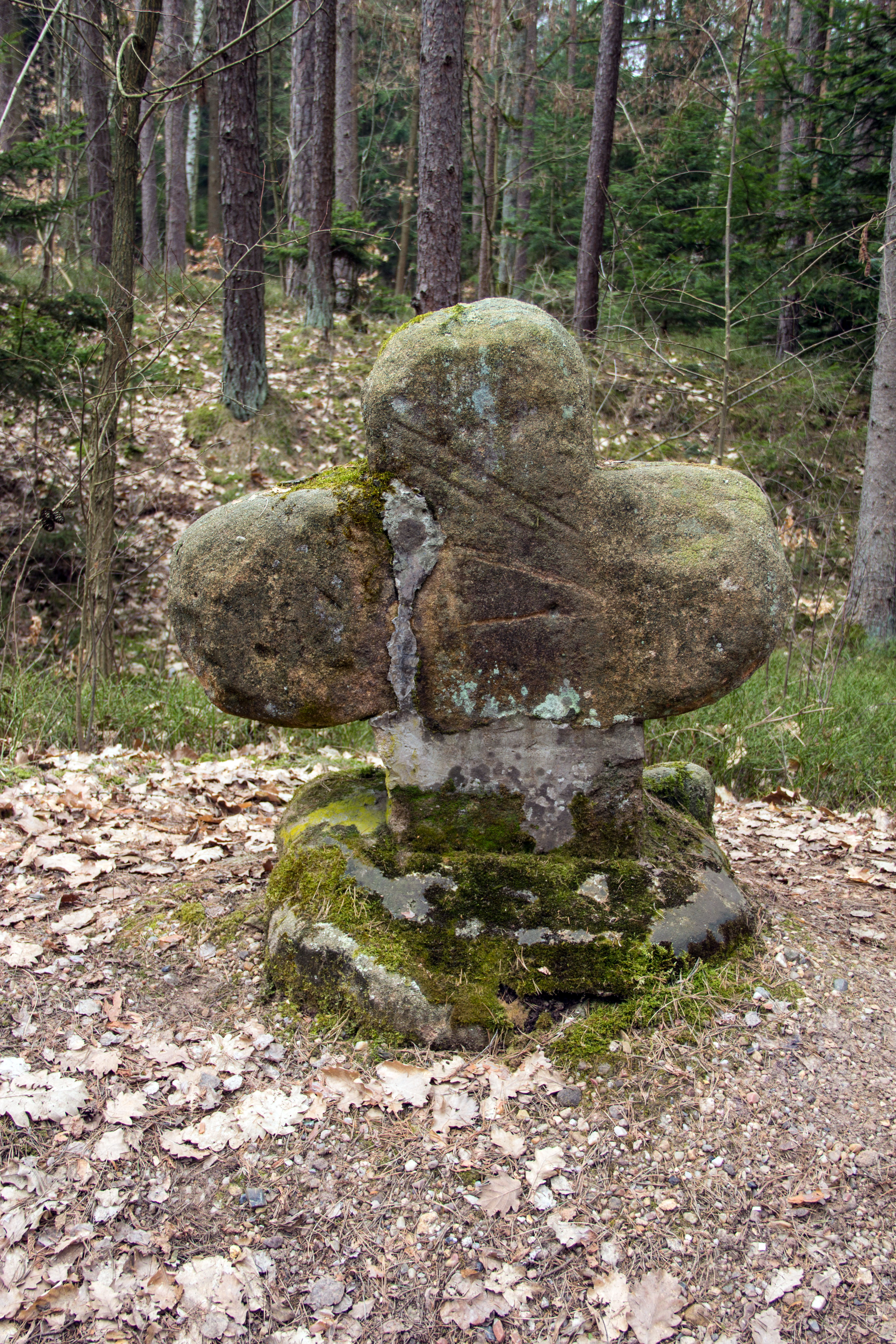
Kreuzstein am Sagenweg